# Матросов, Василий Тимофеевич
Василий Тимофеевич Матросов (1923—1976) — командир отделения 44-й отдельной гвардейской разведывательной роты (42-я гвардейская стрелковая дивизия, 49-я армия, 2-й Украинский фронт), гвардии сержант.

## Биография
Василий Тимофеевич Матросов родился в крестьянской семье в селе Выгостров Кемского уезда Автономной Карельской ССР (в настоящее время Беломорский район Республики Карелия). В 1939 году окончил 7 классов школы. Работал на рыбозаводе в Сталинградской области.
Икрянинским райвоенкоматом Сталинградской области в мае 1942 года был призван в ряды Красной армии. С того же времени на фронтах Великой Отечественной войны.
20 декабря 1943 года гвардии сержант Матросов получил задание взять пленного в районе села Ковгановка Житомирской области. проникнув ночью в расположение противника, он обнаружил пулемёт с расчетом из 2-х пулемётчиков. Он уничтожил одного из пулемётчиков, захватил второго и пулемёт и вынес их расположение части. Пленный дал ценные сведения о противнике. Приказом по 42-й гвардейской стрелковой дивизии от 10 января 1944 года Матросов был награждён орденом Славы 3-й степени.
В ночь на 13 марта 1944 года гвардии сержант Матросов с группой разведчиков, получив задание захватить контрольного пленного, переправился на западный берег реки Южный Буг и там захватил 2-х солдат 82-й пехотной дивизии Вермахта, которые дали командованию ценные сведения о системе обороны противника. В ночь на 16 марта 1944 года, получив задание захватить в плен офицера, проник в расположение штаба 82-й пехотной дивизии захватили в плен майора Хенрика Кейтеля, начальника оперативного отдела штаба дивизии и представителя генштаба. По доставлении его к командованию он дал ценные сведения о частях 7-го корпуса 8-й армии противника. Приказом по 42-й гвардейской стрелковой дивизии от 10 апреля 1944 года гвардии сержант Матросов был награждён орденом Красной Звезды.
25 августа 1944 года по заданию командования гвардии сержант Матросов проводил разведку промежуточной линии обороны противника. Проникнув в тыл противника через незакрытый стык в линии обороны, он, установив наличие оборонительных укреплений и минно-проволочных заграждений, танков и САУ, доложил об этом командованию. 26 августа в том же районе он захватил в плен офицера, капитана, командира разведки дивизии противника. Доставленный командованию, он дал ценные сведения о противнике. Приказом по войскам 40-й армии от 21 сентября 1944 года гвардии сержант Матросов был награждён орденом Славы 2-й степени.
3 сентября 1944 года перед разведчиками была поставлена задача: проникнуть в тыл противника и разведать состав, силу и систему укреплений на венгерской границе. Преодолев горную гряду в румынских Карпатах, разведгруппа, в составе которой был гвардии сержант Матросов вышла к венгерской границе в районе горы Чахлэу. Разведав оборону венгров, наличие траншей, минных полей, лесных завалов и дотов. Был обнаружен незакрытый стык обороны противника и группа углубилась на венгерскую территорию. Обнаружив ранее подготовленный секрет противника, разведчики набросились на солдат и взяли в плен 6-х. Кроме того они захватили 2 пулемёта, 3 винтовки, много патронов и гранат. Пленные были доставлены командованию и дали ценные сведения о силах и замыслах противника. Вся группа была награждена правительственными наградами. Указом Президиума Верховного Совета СССР от 30 апреля 1945 года гвардии сержант Матросов был награждён орденом Славы 1-й степени.
В ночь на 16 ноября 1944 года гвардии сержант Матросов в составе группы разведчиков, углубился в тыл противника в районе населённого пункта Потоцкий, уничтожил пулемётную точку противника и захватил несколько пленных. В дальнейших действиях разведчики углубились ещё в тыл и захватили 2 миномёта и 5 лошадей, чем дали возможность своим подразделениям занять населённый пункт. Приказом по 42-й гвардейской армии от 23 ноября 1944 года он был награждён вторым орденом Красной Звезды.
Вскоре после этого боя гвардии сержант Матросов был тяжело ранен и в госпитале ему ампутировали ногу. Около года он лечился в госпиталях, пока его не отыскали родные сёстры, обеспокоенные долгим молчанием. В ноябре 1945 года он был комиссован и вернулся на родину.
Работал председателем сельсовета Выгострова. В 1951 году переехал в посёлок Сосновец Беломорского района, работал диспетчером на строительстве Беломорской ГЭС в Беломорске.
Скончался Василий Тимофеевич Матросов 26 октября 1976 года.

## Память
- Его именем названа улица в посёлке Сосновец.